# Kochánov (okres Havlíčkův Brod)
Kochánov (německy Kochendorf) je obec v okrese Havlíčkův Brod, v kraji Vysočina.  Žije zde 194 obyvatel.

## Přírodní poměry
Obec leží v Křemešnické vrchovině. Vesnice se nachází v nadmořské výšce 526 metrů a leží na severní straně potoka, který ústí do potoka Žabince. Ves je obklopena velkým počtem rybníků.

## Historie
První písemná zmínka o obci je z roku 1307. Tehdy se jmenovala Chochansdorf. Pojmenování Kochánov pochází patrně ze jména Kochánov = Kochánov dvůr. Český překlad německého jména znamenal Kochánova ves. 
Roku 1440 je doložen jako majitel Zeman Václav z Kochánova, který se zúčastnil čáslavského sjezdu. O 100 let později (roku 1544) je veden Kochánov ve střítežském panství, začátkem 17. století byla ves majetkem jihlavského měšťana Matyáše Slubíka z Kynigšteina a patřila k panství ve Větrném Jeníkově, posléze ji zdědil jeho syn Jiřík. Ve střítežském zboží je obec doložena opět od roku 1654 pod jménem Kochendorff. Od roku 1787 do konce patrimoniální správy je vedena v panství úsobském jako Kochendorff (česky Kochánov). Od roku 1854 do dnešní doby se uvádí již jen jméno Kochánov. Soudním okresem a většinou i politickým okresem (kromě let 1940-1945) patřila obec pod Havlíčkův Brod (dříve Německý Brod).
Jedná se o zemědělskou obec, kde koncem 19. století žilo 171 obyvatel ve 25 usedlostech, ve 20. letech 20. století se počet nepatrně zvýšil na 28 obydlených sídel a 189 obyvatel. Farností ves spadala pod Štoky, nejbližší pošta byla v Úsobí, železniční stanice v Lípě (3 km po silnici) nebo v Radňově na trati Havlíčkův brod– Humpolec.
Společně s Okrouhličkou (Šejdorfem) si postavili v letech 1891-1892 školní budovu v Okrouhličce. Škola zde byla v provozu až do roku 1974.
Uprostřed návsi stojí opravená kaplička, která byla vystavěna v roce 1914 a vysvěcena o sedm let později (roku 1921). Je zasvěcena Narození Panny Marie. V roce 1992 byla opravena na náklady obecního úřadu. 
V 70 letech byl Kochánov sloučen s nedalekou střediskovou obcí Lípa. Od roku 1990 má obec opět vlastní obecní úřad. Nově postavená prodejna se smíšeným zbožím byla zrušena v roce 1996, nyní nejnutnější zásobování zajišťuje pojízdná prodejna.
V letech 2006–2010 působil jako starosta Ing. Jiří Jůzl. Od roku 2010 do roku 2014 zastával funkci starosty Ing. Roman Vácha. Poté byl starostou opět Ing. Jiří Jůzl. V roce 2022 byl starostou zvolen pan Jaroslav Motl.

### Významná data ze života obce
- 1307 – založení vesnice, tehdy pod názvem Chochansdorf (Kochánova ves)
- 1440 – v obci sídlí zeman Václav z Kochánova
- 1544 – Kochánov náleží střítěžškému panství
- 17. století – vesnice je ve vlastnictví měšťana Matyáše Slubíka z Kynigštejnu – patří do panství Větrný Jeníkov
- 1787 - vesnice vedena pod správou úsobského panství
- 1891-1892 - společně s Okrouhličkou postavena školní budova v Okrouhličce (fungovala do roku 1974)
- 1902 - založen Sbor dobrovolných hasičů
- 1914 – vystavěna novogotická kaple zasvěcená Narození Panny Marie
- 1921 - vysvěcena kaple
- 1990 - obec má vlastní úřad
- 2007 - sraz rodáků obce po 700 letech

| Rok            | 1869 | 1880 | 1890 | 1900 | 1910 | 1921 | 1930 | 1950 | 1961 | 1970 | 1980 | 1991 | 2001 | 2011 |
| Počet obyvatel | 179  | 177  | 171  | 173  | 174  | 189  | 166  | 130  | 161  | 152  | 148  | 131  | 146  | 141  |

## Pamětihodnosti a křížky
Novogotická kaple
- dominantou návsi této malebné vesničky je novogotická kaple z roku 1914, která je zasvěcená Narození panny Marie. U této kaple se každý rok v září za přítomnosti faráře koná slavnostní pouťová mše.
Náves
Na poměrně rozlehlé návsi se kromě kaple nachází také rybník, altán s lavičkami, moderně vybavené dětské hřiště a hasičská zbrojnice, která bývá také využívána k různým společenským a kulturním akcím, které se konají ve vesnici. Ve spodní části obce se nachází velké sportovní hřiště s fotbalovým a tenisovým/volejbalovým kurtem. Toto hřiště využívají také členové místního Sboru dobrovolných hasičů pro své pravidelné tréninky.
Křížek směrem na Lípu (rodiny Douchovi, nyní s nápisem rodina Bouchnerova)
Martin Doucha z č. p. 8, který pracoval jako řeznický tovaryš v Jihlavě. Tehdy 25letý svobodný hoch se vracel jedné noci domů. Oné noci byl vchod do domu zamčený, Martin nechtěl budit své rodiče, a tak se rozhodl, že přespí ve stodole za domem. Tehdy v roce 1900 byla krutá zima a Martin si ve stodole lehl na seno, zakrátko usnul. Kvůli oné chladné noci ve stodole Martin onemocněl krutou nemocí, a to oboustranným zápalem plic. Ještě téhož roku nechala matka Douchová na pozemku směr na Lípu postavit křížek na památku mladého syna Martina, zakrátko na to, v roce 1905 bohužel zemřela i Martinova matka. V době první světové války, mezi lety 1914–1918 do křížku udeřil blesk a křížek byl poničen. Po roce 1920 křížek po svolení rodiny Douchovi nechal opravit pan Bouchner, který však z neznámých důvodů na křížek umístil jméno své rodiny, zanedlouho na to se oběsil. Rodina Douchova ve vzpomínce na Martina a v rámci zachování celé historie křížku již jméno rodiny Bouchnerovi na křížku nechala, jako památku na tyto historické události. Dnes je tedy na křížku nápis Bouchner, ale jen křížek sám a pár pamětníků ví, že patří nebohému mladému Martinovi Douchovi, který na zákeřnou nemoc zemřel.
Křížek směrem na Okrouhličku
Křížek, který je umístěn směrem na obec Okrouhlička nechali postavit Špiňarovi. Důvodem stavby prý byl fakt, že se na tomto místě dříve údajně pohřbívalo. Zároveň byl prý křížek postaven na počest padlým sousedům v 1. světové válce.
Křížek směrem na Studénku
Křížek se nachází v dolní části obce u rybníka, směrem na obec Studénka. Na křížku je nápis Ke cti a chvále boží. Ke křížku se vážou dvě historky jeho původu, první říká, že se zde převrhl vůz s obilím a zahynul při tom muž z Kochánov, druhá historka říká, že křížek byl postaven právě proto, že tuto nešťastnou nehodu daný muž přežil.

## Společnost
Sbor dobrovolných hasičů byl v Kochánově založen v roce 1902 a funguje dodnes. V současné době se těší velké oblibě a kromě mužského a ženského týmu již několik funguje i tým dětí. Členové se věnují požárnímu sportu a účastní se soutěží nejen v okolních vesnicích, ale i vzdálenějších městech.

## Doprava
Ve středu obce se nachází autobusová zastávka, která je využívána místními obyvateli jako spojení do Havlíčkova Brodu a do Jihlavy.